# IC 3296
IC 3296 је елиптична галаксија у сазвјежђу Береникина коса која се налази на листи објеката дубоког неба у Индекс каталогу.
Деклинација објекта је + 24° 23' 0" а ректасцензија 12h 24m 57,7s. Привидна величина (магнитуда) објекта IC 3296 износи 14,6 а фотографска магнитуда 15,6. IC 3296 је још познат и под ознакама CGCG 128-86, KARA 529, NPM1G +24.0281, PGC 40450.